# Stiftung Lebensart
Die Stiftung Lebensart ist eine Stiftung mit Sitz in Bärau, einem Ortsteil von Langnau im Emmental. Sie betreibt verschiedene Institutionen an sechs Standorten im Emmental und Oberaargau für Menschen im Alter und Menschen mit Beeinträchtigungen. Lebensart beschäftigt rund 700 Angestellte.

## Geschichte

Die Armen-, Arbeits- und Erziehungsanstalt für das obere Emmental 1784

Die Ursprünge der Stiftung gehen auf eine Armen-, Arbeits- und Erziehungsanstalt für das obere Emmental zurück, die 1784 auf die Initiative von Gottfried Friedrich Ith, Landvogt von Trachselwald, in der Nähe von Langnau im Emmental in Betrieb genommen wurde. 1812 wurde die Anstalt an den jetzigen Standort verlagert; sie bot bereits Platz für 500 Bewohner. 1848 wurde sie vom Kanton Bern als Staatsanstalt für Arme, Arbeitsunfähige und Gebrechliche übernommen und wurde zum Vorbild für weitere Anstalten in Frienisberg, Kühlewil, Riggisberg, Utzigen, Wiedlisbach (Dettenbühl) und Worben. Nachdem die weiblichen Insassen in den 1860er Jahren ins Schloss Hindelbank umgesiedelt worden waren, wurde die Staatsanstalt 1891 gänzlich aufgehoben, jedoch ab 1897 von einer durch die Gemeinden des Amtsbezirkes Signau gegründeten Genossenschaft weitergeführt.
1923 bis 1927 erfolgte ein kompletter Neubau der Anstalt, der auf etwa 350 Bewohner angelegt war. Ab 1963 wurde das Hauptanstaltsgebäude durch einzelne Bewohnerhäuser ersetzt, und am 15. Mai 1970 wurde das neue Pflegeheim Bärau eröffnet. 1992 wurde aus der Genossenschaft eine Stiftung, und der Name Pflegeheim Bärau wurde zu Heimstätte Bärau verändert. Zwischen 2004 und 2007 wurden sämtliche Häuser renoviert und dabei grösstenteils abgerissen und neu erbaut.
Im Jahr 2012 erfolgte der Namenswechsel von Heimstätte Bärau zur Stiftung Lebensart – mit Sitz in Langnau im Emmental. Ein Jahr später übernahm die Stiftung Lebensart das Hotel Orchidee in Burgdorf und das Wohnheim Balance in Oberburg. Die Stiftung sbe Wegmatte in Trubschachen wurde im Jahr 2016 zu Lebensart Trubschachen, und das Alterswohnheim Riedli wurde 2017 von der Stiftung Lebensart übernommen und umbenannt in «Lebensart Aarwangen». Seit dem Jahr 2020 gehört das Alterszentrum Kiesenmatte in Konolfingen als sechster Standort zur Stiftung Lebensart.

## Standorte der Institutionen

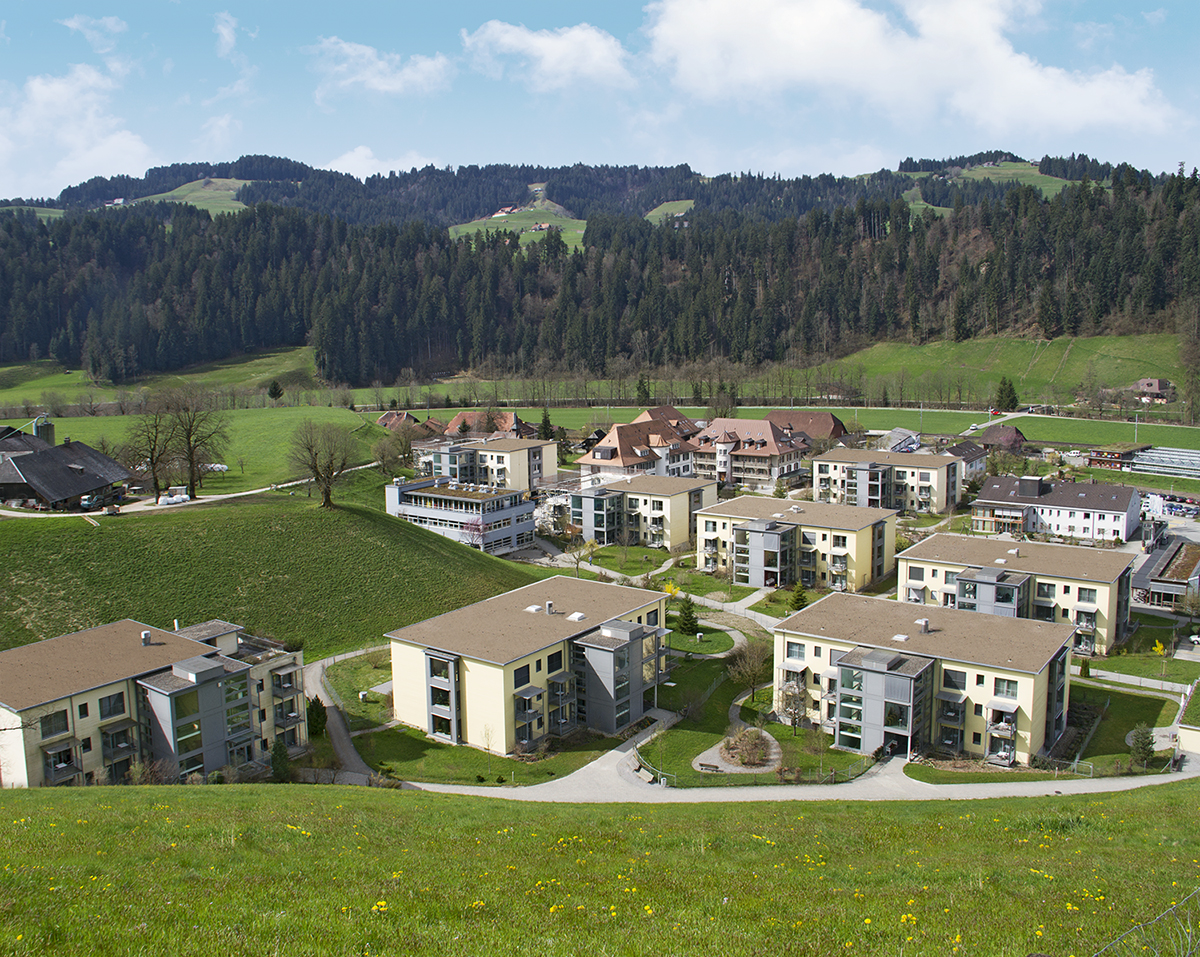
Die Wohnhäuser der Lebensart Bärau

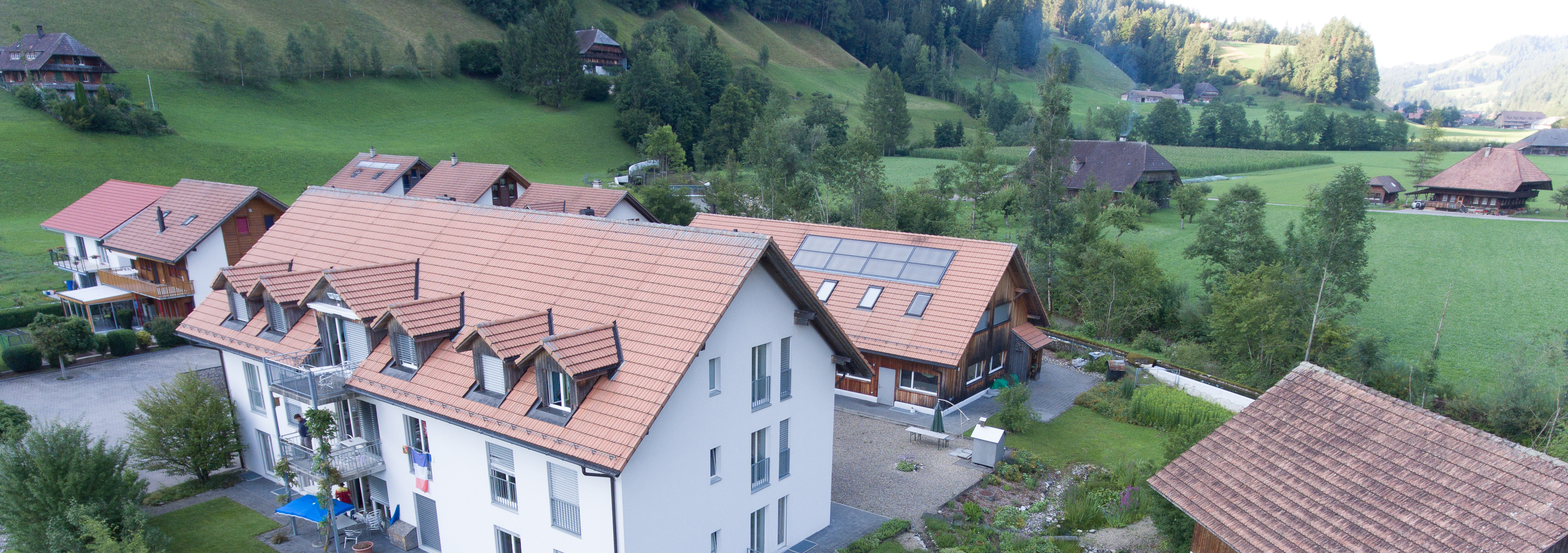
Betreutes Wohnen und angepasste Arbeit in der Lebensart Trubschachen

Zur Stiftung Lebensart gehören folgende sechs Standorte:
- Lebensart Aarwangen
- Lebensart Bärau
- Lebensart Konolfingen
- Lebensart Oberburg
- Lebensart Trubschachen
- Hotel Orchidee, Burgdorf

## Dienstleistungen
Die Stiftung ist überregional tätig und gemäss dem Stiftungszweck bietet sie Menschen mit Beeinträchtigungen und betagten Menschen umfassende Dienstleistungen in folgenden Bereichen an:
- Unbefristete und befristete Heimangebote
- Betreuung und Beschäftigung
- Ausbildungs- und Arbeitsplätze in Dienstleistungs- und Produktionsbetrieben
- Berufliche Integration
- Individuelle Wohnformen und -infrastrukturen
- Beratung und Orientierungshilfe